# Koczeriw
Koczeriw (ukr. Кочерів) – wieś na Ukrainie, w obwodzie żytomierskim, w rejonie żytomierskim, w hromadzie Radomyśl. W 2001 liczyła 815 mieszkańców, spośród których 807 wskazało jako ojczysty język ukraiński, 7 rosyjski, a 1 mołdawski.